# Perry (Oklahoma)
Perry település az Amerikai Egyesült Államok Oklahoma államában, Noble megyében, melynek megyeszékhelye is. Lakosainak száma 4484 fő (2020. április 1.).

## Népesség
A település népességének változása:

| 2010 | 5 126 |
| 2020 | 4 484 |